# Shekufe Tadayoni Heiberg
Shekufe Tadayoni Heiberg (også stavet Shëkufe Tadayoni Heiberg) (født 1987 i Teheran) er en dansk litteraturformidler, forlægger, oversætter, foredragsholder og forfatter. Hun er især kendt for sin indsats for at gøre persisk poesi og skønlitteratur kendt på dansk.

## Baggrund og uddannelse
Heiberg er datter af iranske flygtninge og kom til Danmark med sine forældre, da hun var tre måneder gammel. Hun er opvokset som tosproget dansk-iraner. Efter gymnasiet tilbragte hun et halvt år i Iran, hvor hun studerede sprog og litteratur for at styrke sine evner som formidler. Hun er cand.mag. i litteraturvidenskab fra Københavns Universitet med tilvalg i persisk og speciale i oversættelsesstrategier.
I 2017, 2020, 2021 og 2022 modtog Heiberg Statens Kunstfonds arbejdslegat.
Hun er medlem af bestyrelsen for institutionen Poesiens Hus i København, og forhenværende medlem af bestyrelsen for Modersmål-Selskabet.
Privat er hun gift med forfatter, billedkunstner og gartner Karl-Emil Heiberg.

## Forlags- og oversættervirksomhed
I 2014 grundlagde hun Forlaget Uro,. Den første udgivelse var en graphic novel af Johanne Helga Heiberg med titlen "Dear Frida". Siden har hun udgivet 20 bøger, bl.a. Heibergs egne illustrerede digte, bøger af Andrea Hejlskov, Signe Parkins og Inger-Lise Kristoffersen samt ny iransk litteratur. I 2018 oversatte og udgav Heiberg billedbogen "Bjerget der ville rejse" af den iranske forfatter Hoda Hadadi, der blev anmeldt til fem hjerter i Politiken. Andre af forlagets udgivelser fra persisk er Hadadis "4 digte fra Iran" og "Jeg tænker på et hjem - iranske digte 2018" og Omid Shams' "Et feltstudium". Heiberg fortalte i et interview med Danmarks Radio i 2018, at forlaget ikke var en økonomisk gevinst, men at hun fik økonomien til at løbe rundt ved også at tage ud og holde foredrag og workshops, og at udgivelsesarbejdet var en hjertesag, hun følte som en nødvendighed. Forlaget, der kalder sig selv et enkvindesforlag, prioriterer æstetikken meget højt i udførelsen af værkerne, og der er en feministisk profil i udgivelserne.
I 2015 stod Heiberg bag udgivelsen af bogen Byen jeg elskede af den iranske digter Nader Ebrahimi. Da Heiberg som 19-årig opholdt sig et år i Iran for at læse persisk litteratur, blev hun præsenteret for dette værk af sine jævnaldrende, som hun opdagede havde et meget inderligt forhold til netop denne bog, der havde en kultstatus i landet. Bogen gjorde også et stort og varigt indtryk på Heiberg, og en del år senere lykkedes det hende ved hjælp af crowdfunding at skaffe penge til at få bogen udgivet på dansk på forlaget Korridor. Hun oversatte selv bogen og illustrerede den med rødbrune linoleumssnit sammen med sin mand Karl-Emil Heiberg. Bogen blev fyldigt og positivt anmeldt i de danske medier, og de fleste anmeldelser fremhævede oversættelsen og illustrationernes rolle i helhedsindtrykket. I 2019 udsendte forlagene Korridor og Uro i fællesskab bogens anden-udgave.
Heiberg har desuden beskæftiget sig fagprofessionelt i forskellige sammenhænge med den litterære oversættelses grundlæggende problemstillinger, siden hun i sit speciale undersøgte de forskellige oversættelsesmuligheder - fra den direkte oversættelse til den fortolkende genfortælling. Formålet var at afsøge, hvor i dette spektrum af oversættelsesmuligheder den oversatte litteratur bedst kunne folde sig ud. I et interview i dagbladet Information har hun bl.a. forklaret, at "...når børnene i en persisk novelle spiser granatæbler, så betyder det ikke bare granatæbler. Der ligger en masse sansninger og stemninger i sådan en handling, som for en iransk læser vil give sig selv. Det kan være barndomsminder, sindsstemninger eller følelser forbundet med den årstid, hvor man i Iran spiser granatæbler. »Hos en dansk læser vækker det samme granatæble ikke nødvendigvis nogen sanser og stemninger, og så er oversætterens dilemma, om man skal lade granatæble være granatæble for at være tro mod teksten, eller om man skal erstatte det med f.eks. et jordbær, som vil give en dansk læser nogle associationer, der kan svare til dem, den iranske læser får«".
Heiberg har ligeledes oversat digtantologien "PERSISK A=V=A=N=T=G=A=R=D=E POESI 1930-2015", som udkom på forlaget Antipyrine i 2018. I anmeldelsen fremhævede Weekendavisen Heibergs flotte oversættelse.
I 2022 udkom den første oversættelse af Hafez' værker fra originalsproget på dansk, idet Forlaget Bangsbohave udsendte "Hafez: Fra vinhus til paradis". Bogen indeholdt et udvalg af Hafez' digte, oversat til dansk af Hamid Tadayoni og Shëkufe Tadayoni Heiberg og derpå gendigtet af Morten Søndergaard. Bogen blev anmeldt i Politiken af Bjørn Bredal, der gav den seks ud af seks hjerter.

## Kulturformidling
Under frihedsoprøret i Iran, som startede i september 2022, har Heiberg formidlet oprørets motiver og forløb i podcasts    og i form af digte, bl.a. i Weekendavisen .

## Forfatterskab
Heiberg har skrevet digtsamlingerne "Frugt og grønne sager" (2016), "Æg" (2017) og "Muld & liv" (2019) som er udgivet på hendes eget forlag. Digtkataloget "Frugt og grønne sager" blev anmeldt i Kristeligt Dagblad, hvis anmelder ikke var imponeret, selvom han mente, at der også var gode passager, og at nogle af digtene indeholdt "finurlige og skæve billeder". "Æg" blev anmeldt i tidsskrifterne Friktion, Modspor, Udbrud! og Litteraturhuset.dk, som alle var positivt stemte. Heibergs første prosaværk "Plantae sapien" udkom i 2021, i tiden op til klimatopmødet COP26, som en kunstnerisk kommentar dertil, med genrebetegnelsen Utopisk bio-fi. Hendes debutroman "Nødder", udkom i november 2022, og bærer samme genrebetegnelse. I denne forbindelse skrev hun et debatindlæg om ikke at ønske sig anmeldelser af sine bøger.

## Udgivelser
- Frugt & grønne sager, forlaget Uro, 2016 (digte)
- Æg, Forlaget Uro, 2017 (digte)
- Frugt & grønne sager - børneudgaven, forlaget Uro, 2018 (børnerim)
- Muld & liv, forlaget Uro, 2020 (digte)
- Plantae sapien, forlaget Uro, 2021 (utopisk bio-fi, prosa)
- Nødder, forlaget Uro, 2022 (roman, utopisk bio-fi)
- Første gang jeg tager tørklædet af, Gutkind, 2023 (korttekst)
- Livets verber - tilføjelser til Nydansk ordbog, OVBIDAT, 2024 (ordbog)[42]
- Røn & bæk, forlaget Uro og Rønnebæksholm, 2024 (digte)
- Leafy - novelle i samlingen Tabu, Forlaget Carlsen, 2024 (novellesamling)
- Til Citron, forlaget Uro og Rønnebæksholm, 2025 (børnebog)
- Støv & spind, Laboratoriet for Æstetik og Økologi X forlaget Uro, 2025 (roman, sci-fi)

## Oversættelser
- Byen jeg elskede, af Nader Ebrahimi. Korridor, 2015 (lyrisk roman)
- Persisk A=V=A=N=T=G=A=R=D=E poesi 1930-2015. Antipyrine, 2018 (digtantologi)
- Jeg tænker på et hjem, af Hoda Hadadi. Forlaget Uro, 2018 (digte)
- Bjerget der ville rejse, af Hoda Hadadi. Forlaget Uro, 2018 (børnebog)
- En stor ven, af Babak Saberi, Hjulet, 2019 (børnebog)
- Hafez - fra vinhus til paradis, oversat sammen med Hamid Tadayoni og Morten Søndergaard, Forlaget Bangsbohave, 2022 (udvalgte digte)

## Feminist
Heiberg har lejlighedsvis optrådt i offentligheden med feministiske budskaber. Ved sankthans 2018 var hun en af arrangørerne bag en alternativ "sankthendes"-fest på Frederiksberg, hvor en gruppe kvinder hyldede heksen i stedet for at brænde hende af, og man sang en nyskrevet midsommervise, som Heiberg havde forfattet. Hun har også deltaget sammen med den dansk-palæstinensiske debattør Natasha Al-Hariri i offentlig debat om nydansk feminisme, og i 2017 blev hun og hendes selvstændige virksomhed som forlægger præsenteret i Weekendavisen som en rollemodel for kvinder med anden etnisk baggrund.